# Igor Jovović
Igor Jovović (Podgorica, 16 ottobre 1982) è un allenatore di pallacanestro montenegrino.

## Palmarès
- Campionato montenegrino: 2

Budućnost: 2013-14, 2014-15
- Coppa del Montenegro: 2

Budućnost: 2014, 2015